# Pseudosempervivum sintenisii
Pseudosempervivum sintenisii är en korsblommig växtart som först beskrevs av Heinrich Carl Haussknecht och Joseph Friedrich Nicolaus Bornmüller, och fick sitt nu gällande namn av Evgeniia Georgievna Pobedimova. Pseudosempervivum sintenisii ingår i släktet Pseudosempervivum och familjen korsblommiga växter. Inga underarter finns listade i Catalogue of Life.